# Carretera de Nebraska 110
La Carretera de Nebraska 110, y abreviada NE 110 (en inglés: Nebraska Highway 110) es una carretera estatal estadounidense ubicada en el estado de Nebraska. La carretera inicia en el Sur desde la NE 35  oeste de Dakota City hacia el Norte en la US 20  oeste de South Sioux City. La carretera tiene una longitud de 3,6 km (2.26 mi).

## Mantenimiento
Al igual que las autopistas interestatales, y las rutas federales y el resto de carreteras estatales, la Carretera de Nebraska 110 es administrada y mantenida por el Departamento de Carreteras de Nebraska por sus siglas en inglés NDOR.